# Can Turuguet
Can Turuguet és una obra del municipi de Castellar del Vallès (Vallès Occidental) inclosa en l'Inventari del Patrimoni Arquitectònic de Catalunya.

## Descripció
El conjunt d'edificacions de Can Turuguet contempla l'habitatge i la nau de l'antiga indústria de teixits de vellut que fou propietat de la família Turuguet. Presenta una aparença original, dins de l'estètica modernista, donant l'aparença d'una fortalesa.
La part corresponent a la casa mostra una distribució asimètrica, tant en la planta com en el frontis. La teulada presenta diferents nivells.
La zona de la indústria és la que presenta una major simetria, la façana es compon per una alternança de pilastres i finestres. Les pilastres acaben en una decoració en pedra a manera de capitell. El remat de la teulada el formen grans merlets esglaonats. Els murs són fets d'obra vista alternat amb pilastres.

## Història
L'any 1917 Miquel Turuguet i Viñas demanà un permís d'obres a l'Ajuntament de Castellar del Vallès per tal d'aixecar un mur. S'ha de suposar que la casa i la fàbrica ja estarien fetes. Actualment l'edifici és propietat de l'empresa Vda. De J. Tolrà S.A.; la nau és l'economat laboral de l'empresa Tolrà.